# Starachowice
Starachowice (1939-49 között Starachowice-Wierzbnik) város Lengyelországban a Szentkereszt vajdaságban, a Starachowicei járásban. A Szentkereszt hegység (Góry Świętokrzyskie) és az Iłżeckie dombság szomszédságában helyezkedik el. A Kamienna folyó völgyében fekszik, kiterjedt erdőségek övezik, melyek a Szentkereszti vadon maradványai.
1954-ig község volt. 1975-1998 között a Kielcei vajdasághoz tartozott.

## Története
A mai Starachowice helyén egykor huta és kovácsműhely állott, emlyet a 16. században a Starzechowski család bérelt, valószínűleg innen származik a város neve is. A település 1817-ig a wąchocki ciszterciek birtoka volt, akik 1789-ben nagyolvasztót építettek itt. 1815-től a huta a Lengyel Királyság tulajdonába került. A 19. század első felében Starachowice volt a Lengyel királyság legnagyobb vasipari központja a Kamenna folyó mentén fekvő régi lengyel ipari körzet részeként, melyet Stanisław Staszic tervezett és Franciszek Ksawery Drucki-Lubecki valósított meg.
A város 1939-ben alakult meg Wierzbnik, az ipari terület és a tőle délre fekvő falvak egyesítése eredményeképpen. Az új város neve először Starachowice-Wierzbnik volt, 1952-től Starachowice, amikor járási jogokat is kapott.
A II. világháború előtt hatalmas központja lett a fegyvergyártásnak - központi ipari körzet, itt gyártották a Bofors licenc alaoján az ágyúkat, vasérc bányát nyitottak, nagyolvasztó működött. A háború után új gyárak létesültek, többek között a „Star” teherautó gyár, faipari művek, bazaltolvasztó gyár. A rendszerváltás után az ipari monokultúra és vele a város jelentősége is fokozatosan visszafejlődött. Az autógyárat felvásárolta a német MAN. Az utóbbi években nagy nyomda létesült, mely mintegy 800 embert foglalkoztat.

## Műemlékek

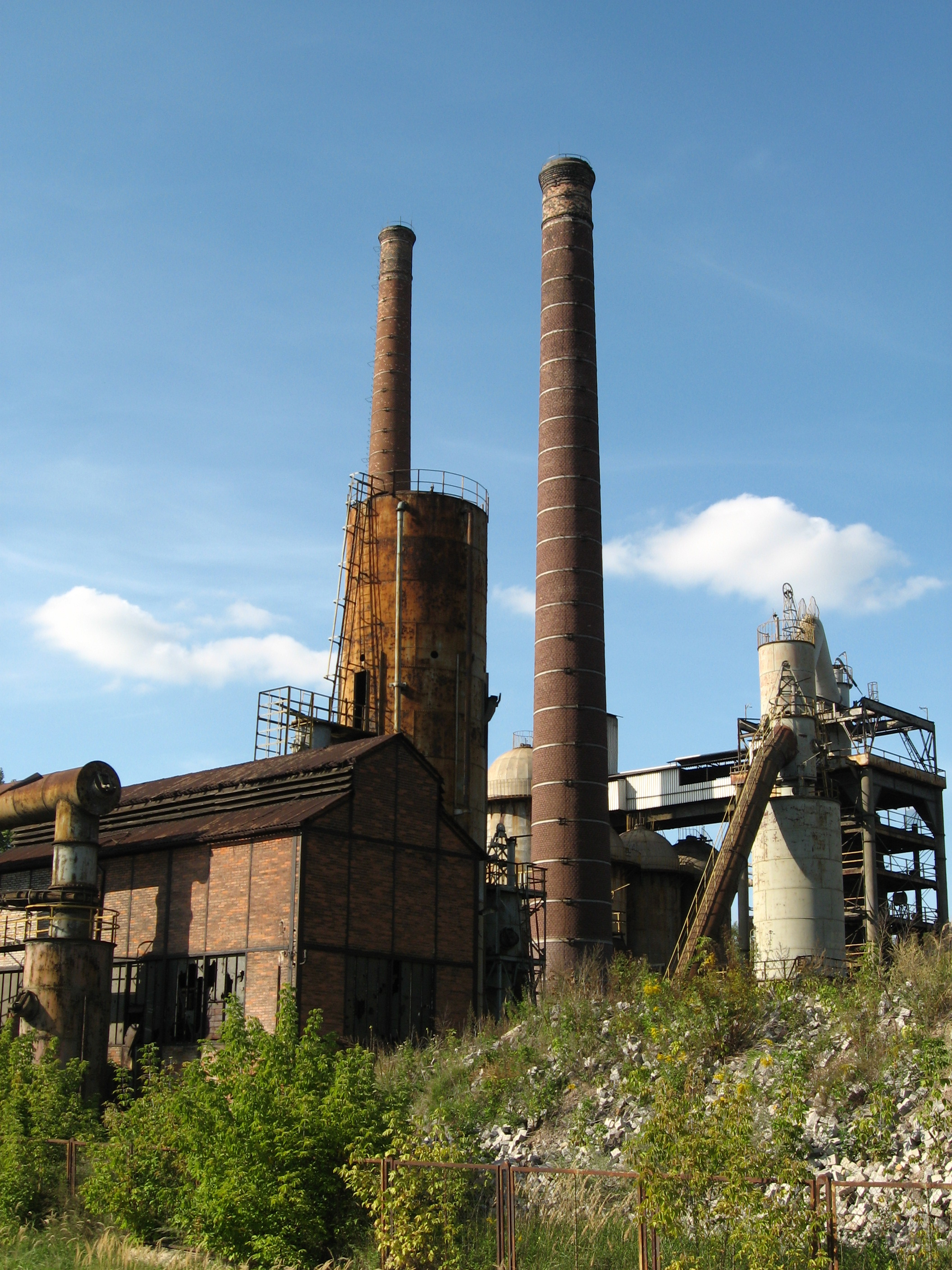
Nagyolvasztó

- A nagyolvasztóépületcsoportja a 19. századból. Európa egyik olyan ipari emléke, ahol egészében megmaradt a vasgyártás teljes technológiája.
  - nagyolvasztó (1840)
  - a régi gépműhely, ma fürdő
  - két üntőde, jelenleg téglagyár
  - gőzüzemű szellőzők
  - kazánház
  - egykori igazgatási épület (1840), jelenleg múzeum.
  - csatornák
- lakóház (1840), korábban a gyári lakótelep része volt.
- Szent kereszt templom 1681, átépítve a 19. század végén
- keskenynyomtávú vasút
- a régi posta épülete
- zsidó temető
- katolikus temető
- gyárépületek a 19. század elejéről

## Fordítás
- Ez a szócikk részben vagy egészben a Starachowice című lengyel Wikipédia-szócikk ezen változatának fordításán alapul.  Az eredeti cikk szerkesztőit annak laptörténete sorolja fel. Ez a jelzés csupán a megfogalmazás eredetét és a szerzői jogokat jelzi, nem szolgál a cikkben szereplő információk forrásmegjelöléseként.